# SUMO

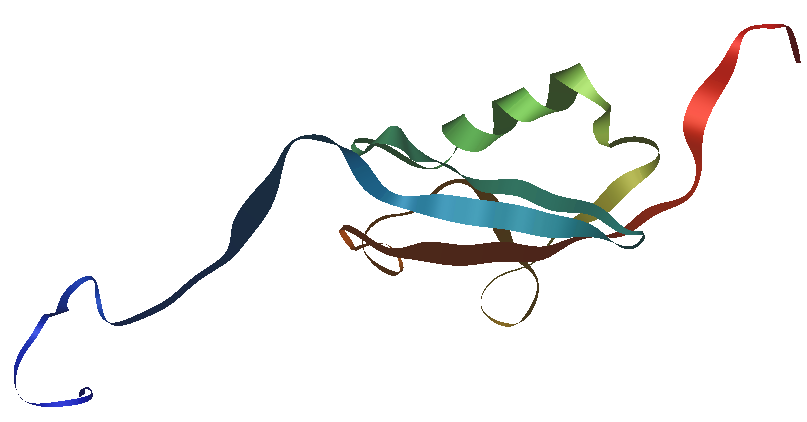
SUMO1 protein – terciární struktura

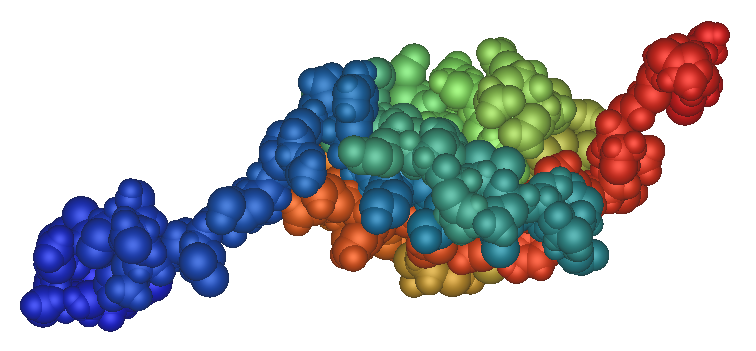
Tentýž protein v odlišném typu zobrazení

SUMO (z angl. small ubiquitin-like modifier), též sentrin, je malý signální protein, který vykazuje prostorovou podobnost s ubikvitinem. Je tvořen beta-skládanými listy omotanými kolem centrálního alfa-helixu, celkem se lidský SUMO skládá asi ze 101 aminokyselin. SUMO se v procesu sumoylace připojuje na lysinový postranní řetězec na cílovém proteinu, pokud se daný lysinový zbytek nachází v takzvaném SUMO-konsensuálním motivu ; možný je i proces opačný (desumoylace), navozovaný SUMO-specifickými proteázami.
Rozpoznáváme tři základní lidské isoformy tohoto proteinu, označované SUMO-1 až 3, přičemž isoformy SUMO-2 a SUMO-3 mají 95% shodu v sekvenční identitě a proto bývají označovány souhrnným názvem SUMO-2/3. SUMO-2/3 také obsahuje SUMO-konsensuální motiv umožňující tvorbu řetízků SUMO-2/3 (polysumoylaci) analogickou polyubikvitynylaci.
Navázání SUMO proteinu (na rozdíl od ubikvitinace) nemá nic společného s rozkladem cílového proteinu v proteazomech. Naopak jsou proteiny obvykle díky sumoylaci ještě stabilnější. Účastní se tak fundamentálních procesů, jako je jaderný transport, signální transdukce, odpověď na stres a buněčný cyklus.